# Hutton Valley Township
Hutton Valley Township est un ancien township du comté de Howell dans le Missouri, aux États-Unis,.
Le townhsip est baptisé en référence à la communauté du même nom (en), elle-même baptisée
en référence à Mr Hutton, arrivé vers 1841, premier pionnier de la vallée.

## Source de la traduction
- (en) Cet article est partiellement ou en totalité issu de l’article de Wikipédia en anglais intitulé « Hutton Valley Township, Howell County, Missouri » (voir la liste des auteurs).